# Dervla McTiernan
Dervla McTiernan (County Cork, 1977) is een Ierse auteur van misdaadromans.

## Levensloop
Dervla McTiernan werd geboren in 1977 in County Cork. Ze groeide op in Carrigaline en Douglas, thans een buitenwijk van Cork, in een gezin van zeven. Het gezin verhuisde later naar Dublin, omwille van haar vaders werk. Daarna verhuisden ze naar Limerick.
McTiernan studeerde ondernemingsrecht aan de Nationale Universiteit van Ierland, Galway en werd advocaat in Dublin. Later keerde ze terug naar Galway (naar Oranmore) om haar eigen praktijk te starten.
Tijdens de Ierse financiële crisis van 2008 verhuisde het echtpaar naar Perth in Australië, waar McTiernan een baan kreeg bij de Mental Health Commission.
McTiernans mocht voor haar eerste roman The Rúin, verschenen in 2018, verschillende prijzen in ontvangst nemen. Ook haar tweede roman, The Scholar, werd bekroond. In 2020 verscheen haar derde boek in de reeks, The Good Turn. De reeks speelt zich af in Galway en draait rond dezelfde protagonist, politie-inspecteur Cormac Reilly.
In 2019 bleek de Ierse acteur Colin Farrell, die een productiebedrijf heeft, The Rúin te willen verfilmen.